# BK Skjold
BK Skjold is een Deense voetbalclub uit Østerbro. De club werd in 1915 opgericht en speelt in de Deense tweede divisie Oost.

## Eindklasseringen
| Seizoen   | №  | Clubs | Divisie     | Duels | Winst | Gelijk | Verlies | Doelsaldo | Punten | Tsch |
| --------- | -- | ----- | ----------- | ----- | ----- | ------ | ------- | --------- | ------ | ---- |
| 2000–2001 | 16 | 16    | 1. division | 30    | 3     | 4      | 23      | 42–80     | 13     |      |
| 2002–2003 | 7  | 16    | 1. division | 30    | 14    | 4      | 12      | 50–38     | 46     |      |
| 2003–2004 | 5  | 16    | 1. division | 30    | 16    | 4      | 10      | 62–50     | 52     |      |
| 2004–2005 | 6  | 16    | 1. division | 30    | 15    | 4      | 11      | 47–45     | 49     |      |
| 2005–2006 | 15 | 16    | 1. division | 30    | 4     | 6      | 10      | 27–75     | 18     | 331  |